# Weronika postanawia umrzeć
Weronika postanawia umrzeć (oryg. Veronika decide morrer) – powieść Paula Coelha, wydana w 1998, w Polsce 2000 roku. Na język polski przetłumaczyła ją Grażyna Misiorowska.
Tytułowa bohaterka chodzi do popularnych nocnych lokali, spotyka się z atrakcyjnymi mężczyznami, a jednak nie jest szczęśliwa. Dlatego też postanawia umrzeć. Po przedawkowaniu leków trafia do szpitala, gdzie lekarze informują ją, że pozostało jej kilka dni życia.

## Ekranizacja
Powieść została zekranizowana. Premiera w Polsce odbyła się 2 października 2009 roku.